# مارك زالومون
مارك زالومون (بالإنجليزية: Mark Salomon)‏ هو مغني أمريكي، ولد في 1970.